# Poiné
Dans la mythologie grecque et romaine, Poiné ou Poéna (en grec ancien : Γέλως / Ποινή, romanisé : Poinḗ et Poena, litt. « récompense, châtiment ») est la personnification ou daimôn du châtiment et est une compagne et attendante de Némésis, la déesse de la vengeance divine, et de Dicé, déesse de la Justice.
Chez les romains, Poena fut parfois tardivement identifiée avec Némésis elle-même.

## Étymologie
Le mot grec ποινή (poinḗ) signifie « récompense ou châtiment ». De ce mot dérive le mot latin poena, qui signifie « douleur, punition, peine », et qui a donné naissance à des mots tels que subpoena dont découlent le français pénal et l'anglais pain (« douleur »).

## Personnalisation unique ou multiple
Certaines représentations présentent un seul être, d'autres plusieurs. Au pluriel, leur nom est Poénai (Ποιναί) en grec ou Poenae en latin ; les Poénai sont apparentées aux Érinyes.

## Mythologie
Une légende rapportée par Pausanias raconte que Poiné fut envoyée par Apollon pour punir les Argiens de la mort de son fils Linos. Poiné « arracha les enfants à leurs mères ». Cependant, Poiné fut tué par Corébos. Poiné aurait été invoquée des profondeurs des Enfers, « vers le fleuve Achéron, dans l'antre profane des Euménides ». 
Dans la Souda, Poiné est associée aux Kères.
Dans les Argonautiques de Valérius Flaccus, Éson et Alcimède (en), les parents de Jason, invoquent les Furies (Érinyes) pour se venger du roi Pélias, évoquant aussi Diké, déesse de la Justice, et Poéna nommée ici la "vieille mère des Furies", leur demandant de venir dans le palais du pêcheur (Pélias) l'emplir d'une juste terreur.

## Rôle
Poiné était l'esprit personnifié (daimôn) de la vengeance, du châtiment, de la rétribution, du châtiment et de la peine pour le meurtre et l'homicide involontaire. Le mot poinê désignait également le prix du sang versé à la famille de la victime en expiation du meurtre.

## Descriptions et représentations
Poiné (ou les poénai) est toujours représentée ailée, tenant souvent une longue canne ou bâton dans la main. Elle peut apparaitre jeune, les cheveux bouclés, ou être représentée plus âgée, effrayante et le nez crochu. 
Strabon, décrivant les habitants des Îles Cassitérides, près de l'Espagne, les décrits comme « un peuple qui porte des manteaux noirs, se promène vêtu de tuniques qui lui arrivent aux pieds, porte des ceintures autour de la poitrine, marche avec des cannes et ressemble aux déesses Poinai dans les tragédies. »